# Tenuipalpus hondurensis
Tenuipalpus hondurensis är en spindeldjursart som beskrevs av Evans 1993. Tenuipalpus hondurensis ingår i släktet Tenuipalpus och familjen Tenuipalpidae. Inga underarter finns listade i Catalogue of Life.